# 10-та панцергренадерська дивізія (Третій Рейх)
10-та панцергренадерська дивізія (Третій Рейх) (нім. 10. Panzer-Grenadier-Division) — панцергренадерська дивізія Вермахту за часів Другої світової війни.

## Історія
10-та панцергренадерська дивізія була створена 13 червня 1943 шляхом переформування 10-ї моторизованої дивізії.

## Райони бойових дій
- СРСР (центральний напрямок) (червень — серпень 1943);
- СРСР (південний напрямок) (серпень 1943 — серпень 1944);
- Переформування (південна Польща) (серпень — листопад 1944);
- СРСР (центральний напрямок) (листопад 1944 — січень 1945);
- Сілезія та Чехословаччина (січень — січень 1945);

## Командування

### Командири
- генерал-лейтенант Август Шмідт (нім. August Schmidt) (13 червня — 2 жовтня 1943);
- оберст Ганс Мікош (нім. Hans Mikosch) (2 жовтня — 23 грудня 1943);
- генерал-лейтенант Август Шмідт (23 грудня 1943 — 1 березня 1944);
- оберст Вальтер Акерманн (нім. Walter Ackermann) (1 березня — квітень 1944);
- генерал-лейтенант Август Шмідт (квітень — 30 вересня 1944);
- генерал-майор Вальтер Герольд (нім. Walter Herold) (30 вересня — 28 листопада 1944);
- оберст Александер Фіаль (нім. Alexander Vial) (1 грудня 1944 — 20 січня 1945);
- генерал-лейтенант Август Шмідт (21 січня — 9 лютого 1945);
- оберст Георг Шольце (нім. Georg Scholze) (10 — 11 лютого 1945);
- генерал-майор Карл-Ріхард Коссманн (нім. Karl-Richard Kossmann) (12 лютого — 8 травня 1945).

## Нагороджені дивізії
Нагороджені дивізії
|  | Кавалери Золотого Німецького Хреста                                                                        | 90                                                                                        |
|  | Кавалери Срібного Німецького Хреста                                                                        | 1                                                                                         |
|  | Кавалери Лицарського хреста Залізного хреста з Дубовим листям                                              | 2 (№ 67 оберст Ганс Траут — 23.01.1942 № 371 генерал-лейтенант Август Шмідт — 23.01.1944) |
|  | Кавалери Лицарського хреста Залізного хреста                                                               | 23                                                                                        |
|  | Кавалери Почесної відзнаки Сухопутних військ «Почесна застібка на орденську стрічку для Сухопутних військ» | 10                                                                                        |

- Нагороджені Сертифікатом Пошани Головнокомандувача Сухопутних військ (3)